# Bietschhorn
Le Bietschhorn, surnommé « le Roi du Valais », est un sommet du massif des Alpes bernoises en Suisse, culminant à 3 934 m d'altitude. Sa pyramide imposante domine la vallée du Lötschental dans le canton du Valais.
Une partie du sommet est classée au patrimoine mondial de l'UNESCO.

## Géographie

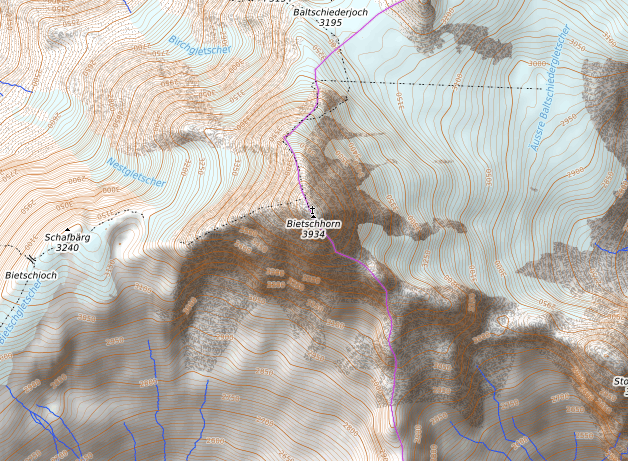
Carte topographique du Bietschhorn.

Le Bietschhorn a une forme pyramidale soutenue par trois arêtes aiguës. Une des arêtes s'étirant vers le sud-est est pourvue de nombreux gendarmes. La seconde arête s'étend en direction du nord et la troisième en direction de l'ouest.
Il se situe sur le versant méridional de la vallée du Lötschental et au nord de la vallée du Rhône.
Au niveau géologique, le Bietschhorn est principalement constitué de gneiss granitique de l'Aar.

## Premières ascensions
- 13 août 1859 : arête nord par Leslie Stephen avec les guides Anton Siegen, Johann Siegen et Joseph Ebener[4],[5].
- 10 juillet 1866 : éperon nord-est par François Devouassoud, Charles Comyns Tucker et F. von Allmen.
- 2 septembre 1884 : face sud par Emil Zsigmondy avec Otto Zsigmondy, Ludwig Purtscheller et Karl Schutz.
- 11 août 1932 : arête sud-est par Walter Stösser et F. Kast.

## Activités

### Alpinisme
- Arête nord (AD+).
- Arête sud-est (D+).

### Ski extrême
- 2021 : ouverture à ski d'un itinéraire baptisé Merci Mamans dans la face sud-ouest par Paul Bonhomme, Vivian Bruchez et Gilles Sierro le 9 mai[6].

### Accès
- Cabane Baltschiederklause (2 783 m).

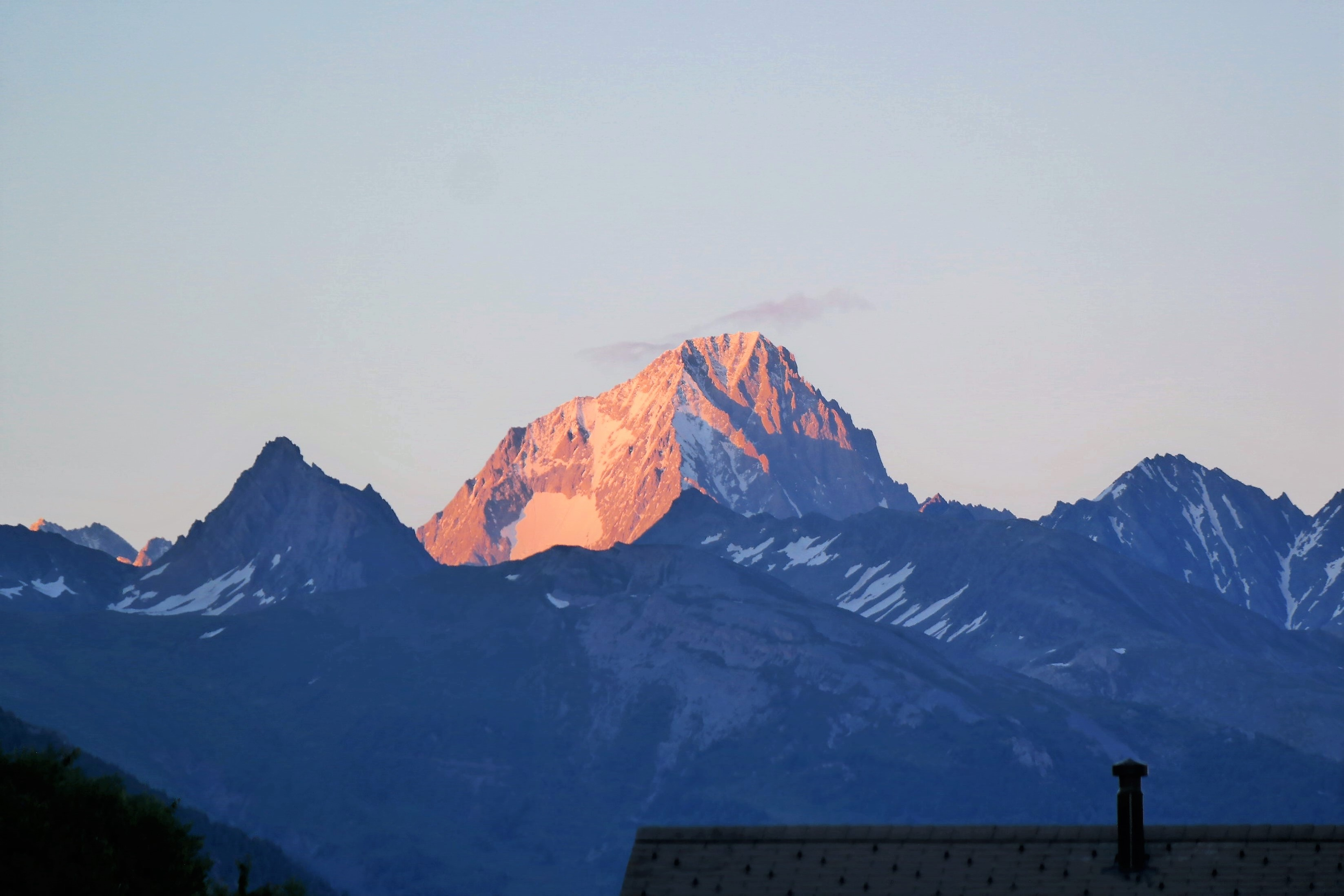
Le Bietschhorn vu depuis Crans-Montana.
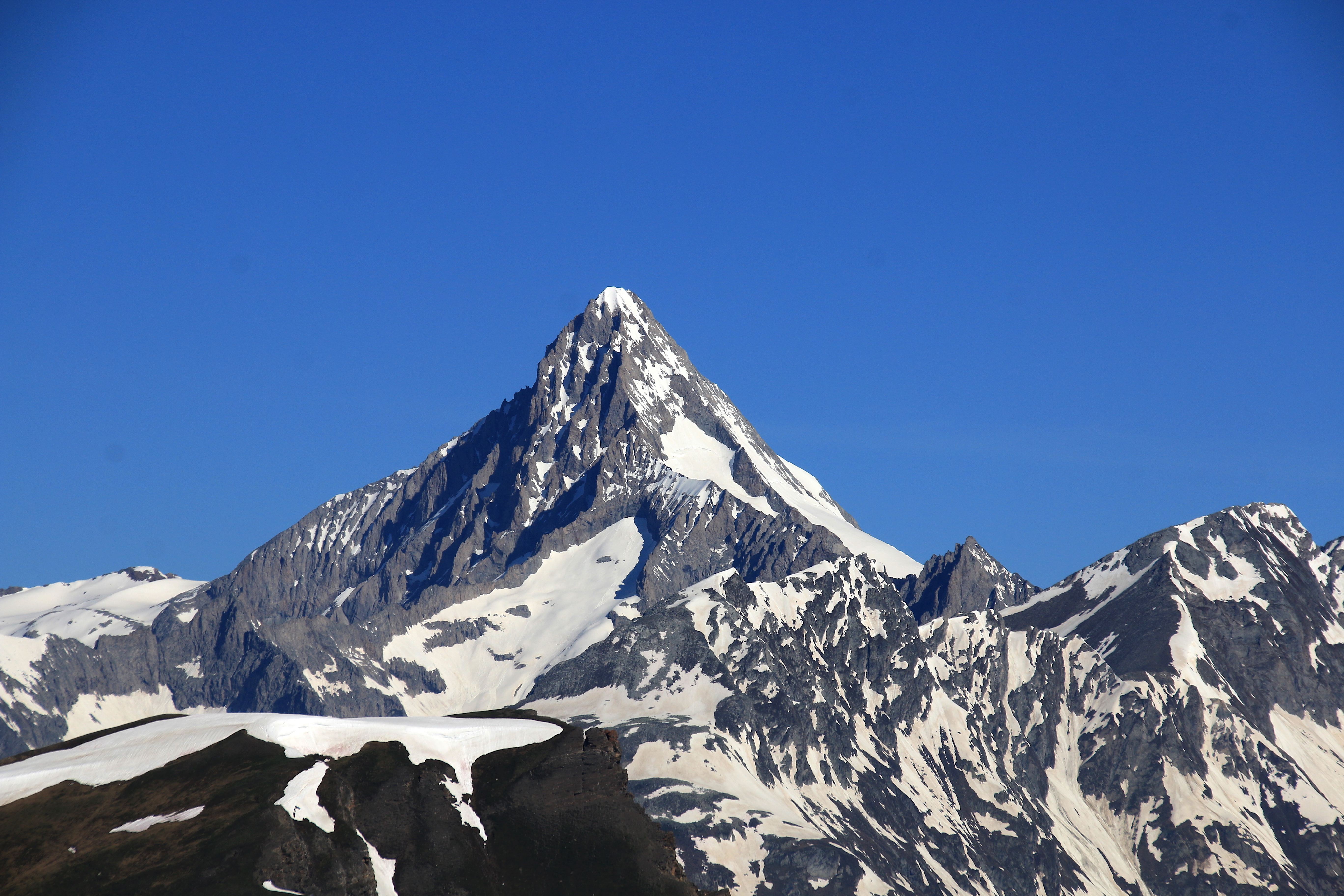
Le Bietschhorn vu depuis le Staldhorn.
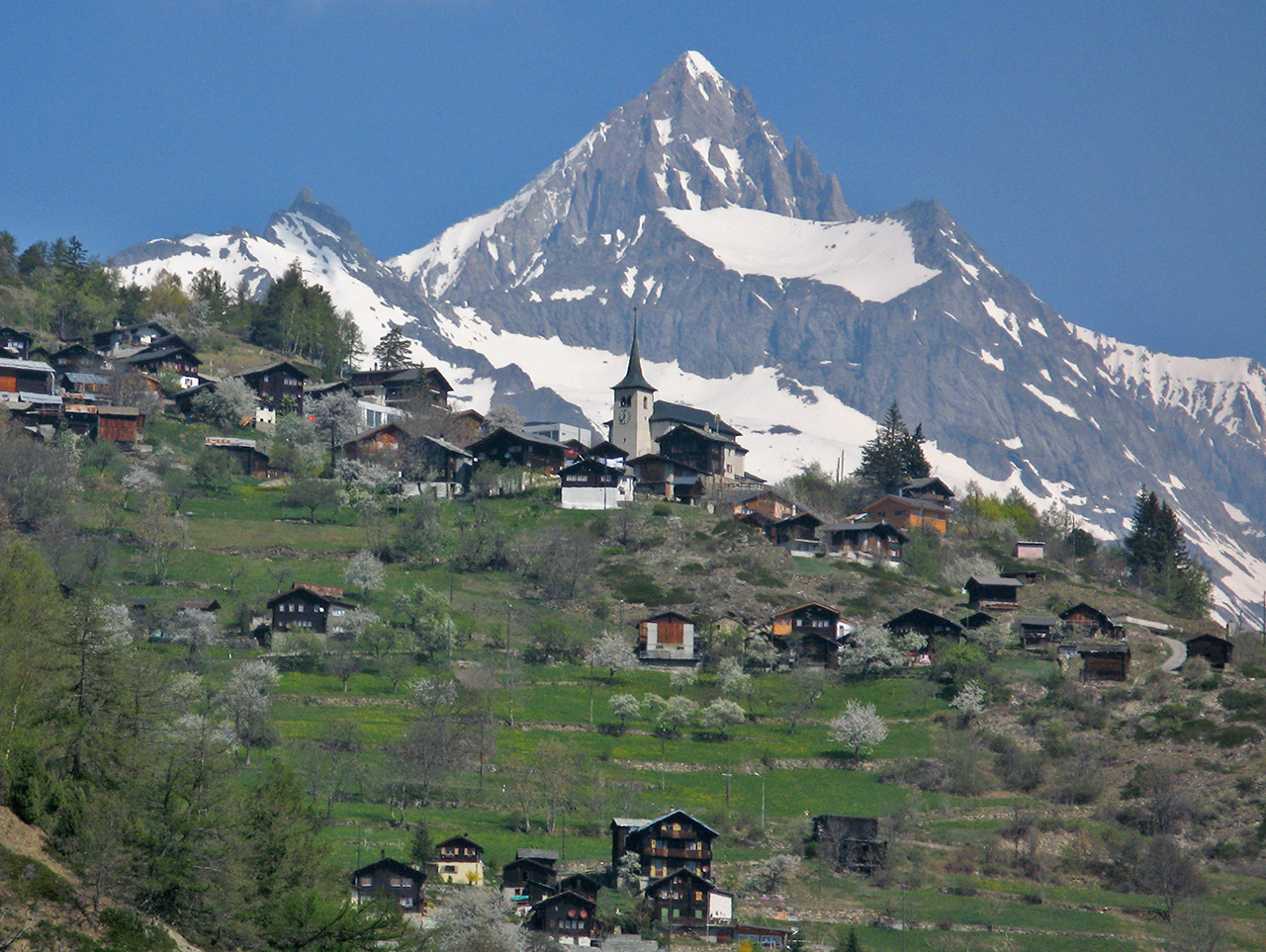
Zeneggen, devant le Bietschhorn.
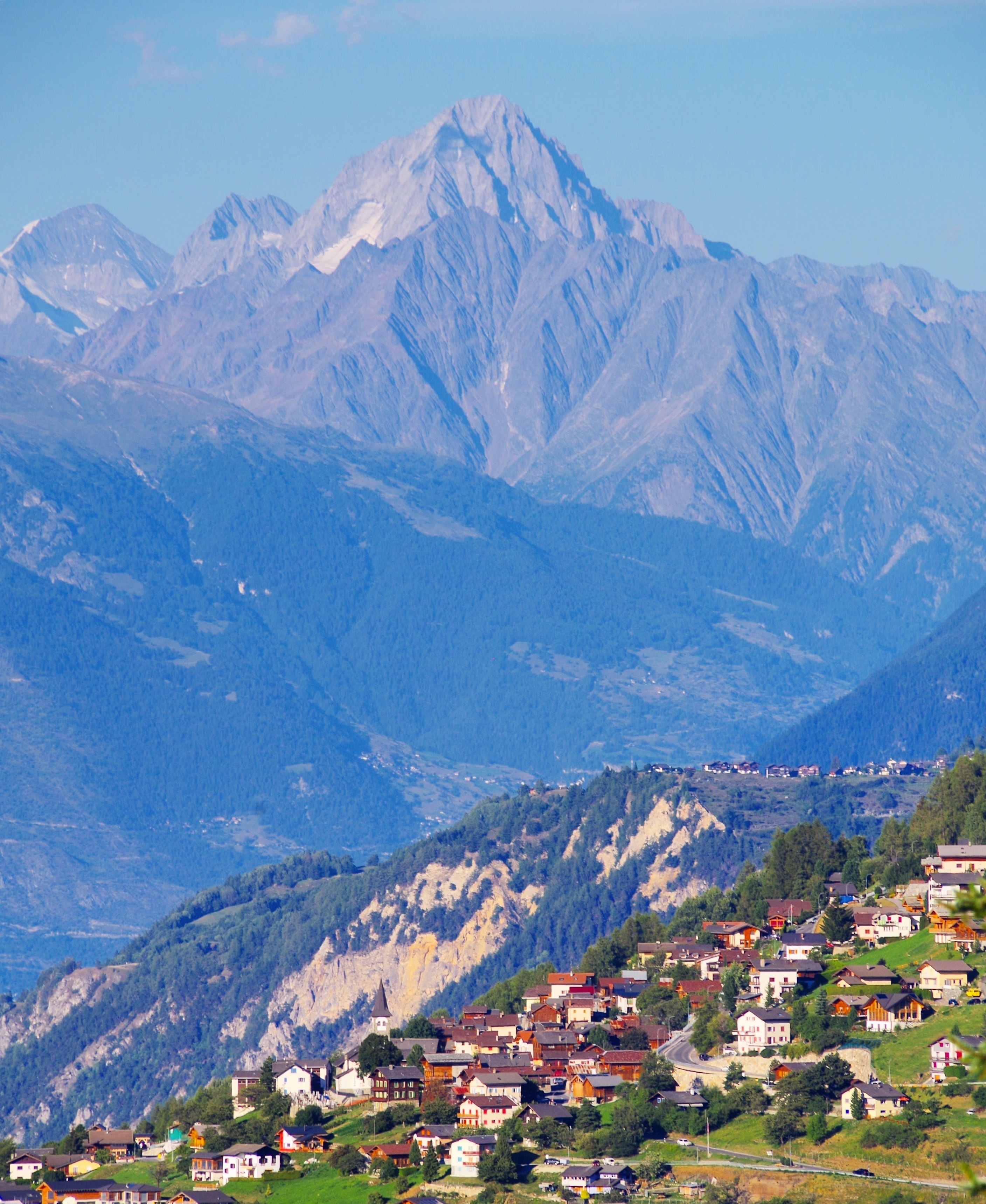
Veysonnaz et le Bietschhorn en arrière-plan.